# 房寨镇
房寨镇，是中华人民共和国河北省邯郸市馆陶县下辖的一个乡镇级行政单位。

## 行政区划
房寨镇下辖以下地区：
房寨南村、房寨北村、河寨二村、河寨三村、伴导村、屯里村、郭徘徊头村、桥口村、郝前街村、韩庄村、北拐渠东村、王寨村、王徘徊头村、罗徘徊头村、北拐渠西村、西浒演村、王庄村、中孟良寨村、闫庄村、东孟良寨村、韩徘徊头村、西孟良寨村、郝后街村、河寨一村、河寨四村、河寨五村、东浒演村和孩寨村。